# Philipp J Riotte
Philipp Jakob Riotte (Sankt Wendel, 16 d'agost de 1776 - Viena, 1856) fou un compositor alemany.
Fou mestre de capella a Praga, i després, per espai de molts anys, director de l'orquestra del teatre An der Wien, de Viena, pel qual i per a d'altres de la mateixa ciutat va escriure més de 50 obres escèniques (operetes i balls), així com les òperes Nureddin, prinz von Persien (Praga, 1823, Der Sturn (Brünn, 1834) i altres tres.
A més, va compondre nombroses obres instrumentals, entre elles:
una simfonia,
2 Quartets per a instruments d'arc,
2 trios per a piano i instruments d'arc,
3 concerts per a clarinet,
3 per a flauta,
6 sonates per a violí
 i 9 per a piano.